# Comitatul Trencsén
Comitatul Trencsén, cunoscut și ca Varmeghia Trencsén (în maghiară Trencsén vármegye, în germană Komitat Trentschin, în latină Comitatus Trentsiniensis/Trenchiniensis, în slovacă Trenčiansky komitát/ Trenčianska stolica/ Trenčianska župa), a fost o unitate administrativă a Regatului Ungariei din secolul al IX-lea și până în 1920. În prezent, teritoriul acestuia se găsește în vestul Slovaciei. Capitala comitatului a fost orașul Trenčín (în maghiară Trencsén, în germană Trentschin).

## Geografie
Comitatul Trencsén se învecina la nord și vest cu landurile austriece Moravia și Galiția, la sud cu Comitatul Nyitra (Nitra), la est cu Comitatul Turóc (Turiec) și la nord-est cu Comitatul Árva (Orava). Teritoriul comitatului era o fâșie din extremitatea nord-vestică a Slovaciei de astăzi, adică teritoriul între granița cu Republica Cehă, orașul Nové Mesto nad Váhom, regiunea Turóc, regiunea Árva și granița cu Polonia. Râul Váh curgea prin comitat. Suprafața comitatului în 1910 era de 4.456 km², incluzând suprafețele de apă.

## Istorie
Un predecesor al comitatului Trencsén a existat deja din secolul al IX-lea, în perioada existenței statului Moravia Mare. Centrul său era la Ducové. În secolele X-XI, comitatul a făcut probabil parte din Boemia și apoi temporar din Polonia (castellania Trecen). 
Comitatul Trencsén a devenit comitat ungar la sfârșitul secolului al XI-lea, când o mare parte a teritoriului său a fost cucerită de Regatului Ungariei. În mod tradițional, rangul de comite de Trencsén a fost deținut de nobili din familiile Csák, Cseszneky și Illésházy. Capitala comitatului a fost Castelul Trenčín, iar de prin anul 1650 a devenit orașul Trenčín.
La sfârșitul Primului Război Mondial, teritoriul său a devenit parte componentă a noului stat Cehoslovacia, aceste modificări de granițe fiind recunoscute prin Tratatul de la Trianon (1920). Comitatul Trenčín (Trenčianska župa) a continuat să existe până în 1922, dar a avut atribuții complet diferite etc.
Când Slovacia a devenit temporar independentă în perioada 1939-1945, comitatul Trenčín a fost reînființat în 1940, dar teritoriul său a fost puțin extins. După cel de-Al Doilea Război Mondial, comitatul Trenčín s-a aflat din nou în Cehoslovacia. 
În 1993, Cehoslovacia s-a divizat și teritoriul fostului comitat Trenčín a devenit parte a Slovaciei.

## Demografie
În 1910, populația comitatului era de 310.437 locuitori, dintre care: 
- Slovaci -- 284.770 (91,74%)
- Maghiari -- 13.204 (4,25%)
- Germani -- 9.029 (2,90%)

## Subdiviziuni
La începutul secolului al XX-lea, subdiviziunile comitatului Trencsén erau următoarele:
| Districte (járás)                          | Districte (járás)                    |
| District                                   | Capitală                             |
| ------------------------------------------ | ------------------------------------ |
| Bán                                        | Bán --- Bánovce nad Bebravou         |
| Csaca                                      | Csaca --- Čadca                      |
| Illava                                     | Illava --- Ilava                     |
| Kiszucaújhely                              | Kiszucaújhely --- Kysucké Nové Mesto |
| Nagybiccse                                 | Nagybiccse --- Bytča                 |
| Puhó                                       | Puhó --- Púchov                      |
| Trencsén                                   | Trencsén --- Trenčín                 |
| Vágbeszterce                               | Vágbeszterce --- Považská Bystrica   |
| Zsolna                                     | Zsolna --- Žilina                    |
| Districte urbane (rendezett tanácsú város) |                                      |
| Trencsén --- Trenčín                       |                                      |